# The Fascinating Mrs. Francis
The Fascinating Mrs. Francis é um filme mudo de curta-metragem estadunidense, do gênero comédia, lançado em 1909, escrito e dirigido por D. W. Griffith.

## Elenco
- Marion Leonard
- Barry O'Moore (creditado Herbert Yost)[2]
- Anita Hendrie
- Harry Solter
- Gertrude Robinson
- Linda Arvidson
- John R. Cumpson
- George Gebhardt
- Guy Hedlund
- Charles Inslee
- Arthur V. Johnson
- Florence Lawrence
- Mack Sennett
- Charles West